# Nanatka albovitta
Nanatka albovitta är en insektsart som beskrevs av Cai et Kuoh 1995. Nanatka albovitta ingår i släktet Nanatka och familjen dvärgstritar. Inga underarter finns listade i Catalogue of Life.